# Поддубье (Могилёвская область)
Поддубье (бел. Паддуб'е) — деревня в составе Семукачского сельсовета Могилёвского района Могилёвской области Республики Беларусь.

## Население
- 1999 год — 17 человек
- 2010 год — 3 человека